# Enfieldrevolver
De Enfieldrevolver werd in 1932 door het Britse leger in gebruik genomen. Er kwamen, met name van tankbemanningen, al snel klachten over het wapen. De haan bleef bij bewegingen in een kleine ruimte, bijvoorbeeld een pantservoertuig, gemakkelijk ergens achter haken waardoor soms een ongecontroleerd schot afging. In 1938 kwam er een double action versie die dit probleem onderving.
Het wapen werd gedragen door officieren, tankbemanningen, ander militair personeel en bij uitzondering door luchtlandingstroepen. De revolver was niet geliefd bij de Britse soldaten; door de double actionwerking was het niet mogelijk om nauwkeurig te richten. Gebruikers hadden een voorkeur voor de Amerikaanse M1911 of de Duitse Luger.